# Beat Feuz
Beat Feuz (Schangnau, 11 de febrero de 1987) es un deportista suizo que compitió en esquí alpino.
Participó en tres Juegos Olímpicos de Invierno, entre los años 2014 y 2022, obteniendo en total tres medallas, dos en Pyeongchang 2018, plata en el supergigante y bronce en descenso, y oro en Pekín 2022, en descenso.
Ganó tre medallas en el Campeonato Mundial de Esquí Alpino entre los años 2015 y 2021. En la Copa del Mundo consiguió dieciseis victorias y 59 podios en total.

## Palmarés internacional
| Juegos Olímpicos   | Juegos Olímpicos                   | Juegos Olímpicos  | Juegos Olímpicos |
| Año                | Lugar                              | Medalla           | Prueba           |
| ------------------ | ---------------------------------- | ----------------- | ---------------- |
| 2018               | Pyeongchang (Corea del Sur)        | Medalla de plata  | Supergigante     |
| 2018               | Pyeongchang (Corea del Sur)        | Medalla de bronce | Descenso         |
| 2022               | Pekín (China)                      | Medalla de oro    | Descenso         |
| Campeonato Mundial |                                    |                   |                  |
| Año                | Lugar                              | Medalla           | Prueba           |
| 2015               | Vail/Beaver Creek (Estados Unidos) | Medalla de bronce | Descenso         |
| 2017               | Sankt Moritz (Suiza)               | Medalla de oro    | Descenso         |
| 2021               | Cortina d'Ampezzo (Italia)         | Medalla de bronce | Descenso         |